# Johann I. von Breunau

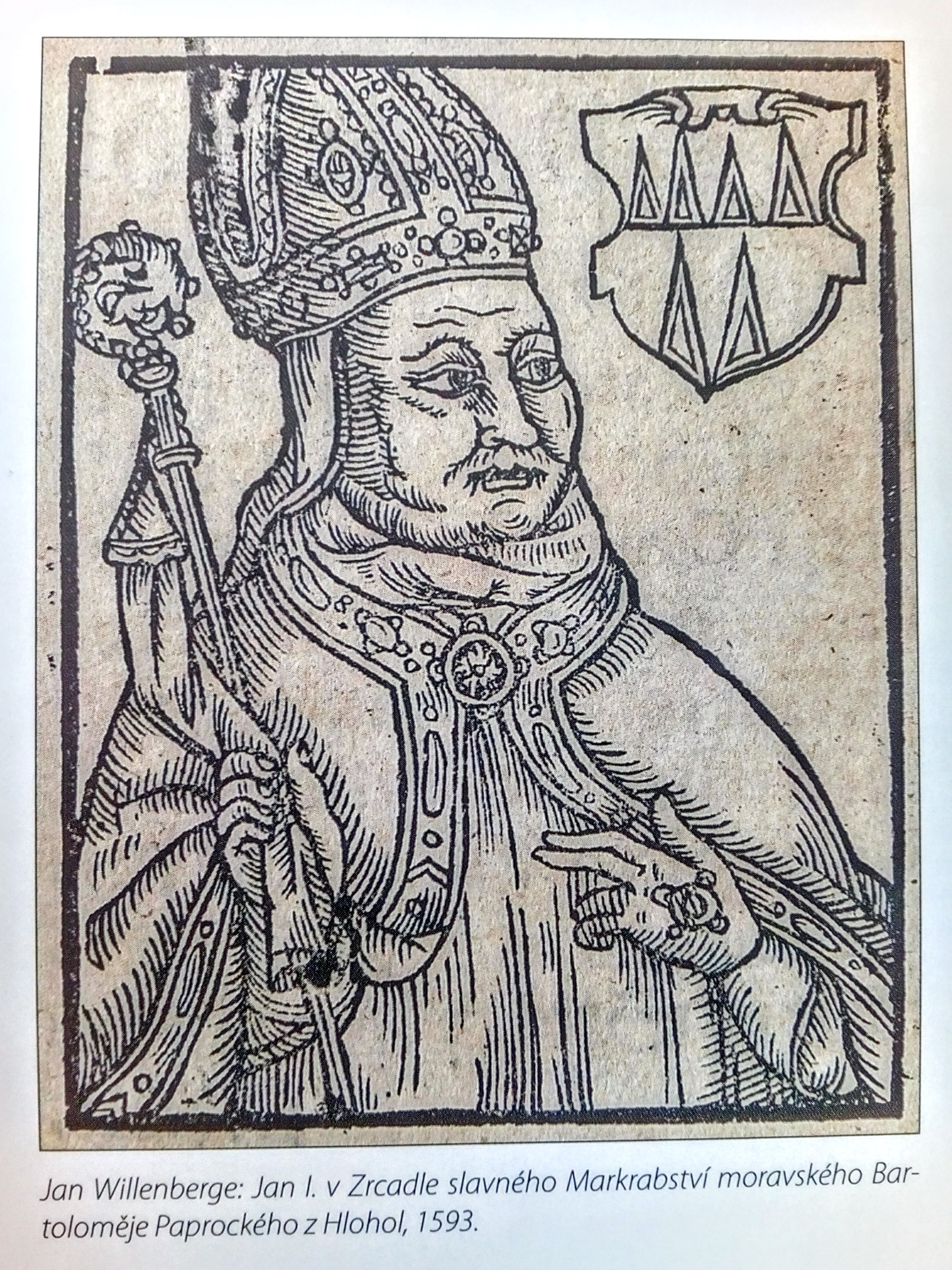
Johann I., Bischof von Olmütz

Johann I. von Breunau († 25. November 1085; tschechisch: Jan I.) war ein Mönch des Klosters Břevnov und erster Bischof von Olmütz.
Johann kam als Mönch des bayerischen Klosters Niederaltaich in das Kloster Břevnov bei Prag und wurde 1063 durch König Vratislav II. als erster Olmützer Bischof eingesetzt. Durch diese Ernennung wollte Vratislav Mähren von Böhmen trennen und den Einfluss des Prager Bistums einschränken. Gleichzeitig sollte dadurch auch die kirchliche Institution gestärkt werden, verbunden mit der Hoffnung, dass Rom auch in Böhmen ein Erzbistum errichten wird, um so politisch an Ungarn und Polen anzuschließen, für die bereits Erzbischöfe ernannt worden waren.
Nach Antritt des kämpferischen Prager Bischofs Jaromir, bat dieser den Papst, das Bistum Olmütz wieder aufzulösen. Er wartete die Entscheidung jedoch nicht ab und besetzte 1070 die Höfe der Diözese und nahm schließlich auch Johann gefangen. Jaromir musste später Böhmen verlassen. Er erreichte jedoch sein Ziel, da durch die Entscheidung der Synode von 1085 in Mainz beide Bistümer wieder vereint wurden. In der Zwischenzeit starb Johann, ohne die drei Jahre später wieder erfolgte Trennung der Bistümer erlebt zu haben.
| Vorgänger | Amt                          | Nachfolger |
| --------- | ---------------------------- | ---------- |
| —         | Bischof von Olmütz 1063–1085 | Wezel      |

| Personendaten    | Personendaten                               |
| ---------------- | ------------------------------------------- |
| NAME             | Johann I. von Breunau                       |
| ALTERNATIVNAMEN  | Jan I.                                      |
| KURZBESCHREIBUNG | Mönch und erster Bischof des Bistums Olmütz |
| GEBURTSDATUM     | 11. Jahrhundert                             |
| STERBEDATUM      | 25. November 1085                           |